# Al Kahira
Al Kahira (alternative Schreibweise Alkahira, Arabisch: Kairo, ex schwedisch Ulla) war ein ägyptisches Dampfschiff, das am 13. März 1959 im belgischen Ostende durch einen terroristischen Sprengstoffanschlag versenkt wurde. Die Täter wurden nie ermittelt. Nach der Tat wurde die Rote Hand für das Attentat verantwortlich gemacht; seit Mitte der 1990er Jahre ist gesichert, dass es sich dabei um eine Tarnorganisation des französischen Auslandsgeheimdienstes handelte. Die Aktionen wurden demnach vom französischen Service Action ausgeführt. Der SA soll für das Attentat auf das wenige Monate zuvor in Hamburg versenkte Bremer Frachtschiff Atlas verantwortlich sein.

## Geschichte
Aus der Schiffsgeschichte sind keine besonderen Vorkommnisse bekannt. Das Schiff wurde als Ulla für die Reederei AB Transmarin in Helsingborg gebaut. Im November 1954 wurde es für 170.000 britische Pfund an die Khedival Mail SAE in Alexandria verkauft.
Am 13. März 1959 fand an Bord der Al Kahira in Ostende eine schwere Explosion statt, durch die das Schiff auf Grund gesetzt wurde. Ob dabei Personen zu Schaden kamen, ist nicht bekannt. Am 24. April wurde das abgedichtete Wrack nach Antwerpen zur Untersuchung geschleppt. Da sich eine Reparatur offenbar nicht lohnte, wurde es 1960 in Brügge abgewrackt.
Da im Kontext des Algerienkriegs sowohl in Tanger als auch in Hamburg Schiffe durch Sprengstoffanschläge versenkt worden waren, die im Verdacht standen, für die algerische Befreiungsfront Waffen, Munition oder Sprengstoffe zu transportieren, fiel der Verdacht seinerzeit auf die Rote Hand; ein Täter wurde jedoch nie ermittelt. Erst in den 1990er Jahren wurde bekannt, dass die Rote Hand nur eine vom Service Action geschaffene Tarnorganisation war, um Spuren zu verwischen.